# Cattleya sanguiloba
Cattleya sanguiloba là một loài thực vật có hoa trong họ Lan. Loài này được (Withner) Van den Berg mô tả khoa học đầu tiên năm 2008.